# HD163417
HD163417 — хімічно пекулярна зоря спектрального класу A1, що має видиму зоряну величину в смузі V приблизно  9,0.
Вона  розташована на відстані близько 1164,8 світлових років від Сонця.